# Els Orris
Els Orris és una muntanya de 2.167 metres que es troba al municipi de Bagà, a la comarca catalana del Berguedà.